# قاسم خزاعی
سپهبد قاسم خزاعی(۱۲۹۴ تهران- ۱۳۷۸ تهران) فرمانده دانشکدهٔ افسری، ریاست دانشگاه پدافند ملی، ریاست اداره پنجم ستاد بزرگ ارتشتاران و معاون نخست‌وزیر از سال ۱۳۵۶ تا پایان دوران سلطنت در ایران بود.
قاسم خزاعی در سال ۱۲۹۴ در تهران به دنیا آمد پدرش سرلشکر حسین خزاعی از امرای ارتش بود. وی نیز مانند پدر وارد حرفه نظامی شده و در سال ۱۳۱۳ پس از اخذ دیپلم وارد دانشکده افسر شد. پس از اتمام دانشکده افسری در سال ۱۳۱۵ به دانشکده حقوق دانشگاه تهران رفته و سپس به دانشگاه جنگ رفته و از آنجا هم فارغ‌التحصیل شد.
او در ارتش مشاغلی مانند فرمانده مرکز توپخانه در اصفهان، فرمانده دانشکدهٔ افسری، ریاست دانشگاه پدافند ملی (با دره سپهبدی در سال ۱۳۴۵)، ریاست اداره پنجم ستاد بزرگ ارتشتاران (اداره دارایی) را برعهد گرفت. او در سال ۱۳۵۶ به عنوان رئیس سازمان آمادگی ملی و بسیج غیرنظامی منصوب شده و تا پیروزی انقلاب ۵۷ در این سمت باقی ماند. او پس از انقلاب نیز به همکاری با انقلابیون پرداخته و در سال ۱۳۵۸ به همراه سپهبد هوایی بازنشسته عبدالله شاپور آذربرزین به پیشنهاد وزیر دفاع وقت مصطفی چمران به عضویت شورای عالی دفاع و امنیت ملی منصوب و فعالیت کرد.
خزاعی در زمستان ۱۳۷۸ در تهران درگذشت.